# Padna
Padna is een plaats in Slovenië en maakt deel uit van de gemeente Piran in de NUTS-3-regio Obalnokraška. De plaats telde 196 inwoners op 1 januari 2020.